# Uxahryggjavegur
Der Uxahryggjavegur  ist eine Hauptstraße im Hochland im Westen von Island.
Er beginnt an der Borgarfjarðarbraut  etwa 1,5 km südlich des Tröllafossar als eine Nebenstraße und verläuft von dort in östliche Richtung durch das Lundarreykjadalur. In dem Tal liegen vereinzelt Bauernhöfe, bis es sich neben dem Fluss Tunguá verengt. Der Wasserfall Englandsfoss liegt etwa 100 m südlich der Straße. Der Lundarreykjadalsvegur  überquert die Grímsá und führt an ihrer Nordseite wieder zurück zur Borgarfjarðarbraut. Der Skorradalsvegur  verläuft durch das gleichnamige Tal mit seinem See. Auf dem namensgebenden Pass Uxahryggur erreicht die Straße eine Höhe von 410 m. Der Uxahryggjavegur verläuft danach am Nordufer des Uxavatn. Dann trifft er auf den Weg aus Þingvellir und wird zur Hauptstraße im Hochland. Nach Norden zweigt hier der Kaldadalsvegur  ab, der durch das Kaldidalur zu den Hraunfossar und Surtshellir führt. Nach Süden führt weiter der Uxahryggjavegur, der am Þingvallavegur  in Þingvellir endet.
Erst zum Jahreswechsel 2020 erreicht diese Straße wieder die historische Versammlungsstätte. Davor gehörte der in Nordsüd-Richtung verlaufende Teil (22,73 km) zum Kaldadalsvegur .  Die gesamte Straße ist 82,94 km lang. Nur das Teilstück zwischen dem Lundarreykjadalsvegur  und dem Kaldadalsvegur  ist noch nicht asphaltiert. Auch wenn der Uxahryggjavegur nicht als Hochlandstraße gekennzeichnet ist, gibt es doch eine Wintersperre (Ófært) sowie ein Fahrverbot bei der Schneeschmelze. Die Strecke wurde in den letzten Jahren zwischen dem 16. April und 11. Mai, meist um den 1. Mai wieder freigegeben.